# Iwo Iwanow
Iwo Iwanow Iwanow (bulgarisch Иво Иванов Иванов, wiss. Transliteration Ivo Ivanov Ivanov; * 11. März 1985 in Kasanlak) ist ein bulgarischer Fußballspieler.

## Karriere
Iwanow begann seine Karriere in der Jugendmannschaft von Beroe Stara Sagora. In der Saison 2003/04 gab er sein Profidebüt in einem B-Grupa-Spiel gegen den PFC Panayot Wolow. Insgesamt absolvierte Iwo Iwanow 96 Ligaspiele für Beroe, bevor er im Juni 2010 für 100.000 Euro Ablöse zu Lewski Sofia wechselte. Im Sommer 2012 kehrte er nach Stara Sagora zurück. Dort gewann er im Jahr 2013 den bulgarischen Pokal. Er war fünf Jahre lang Stammspieler seiner Mannschaft, bevor er den Klub im Sommer 2017 zum Lokalrivalen FC Wereja verließ, der gerade in die A Grupa aufgestiegen war.
Am 18. November 2009 gab er in einem Freundschaftsspiel gegen Malta (4:1 für Bulgarien) sein Debüt für die bulgarische Nationalmannschaft.

## Erfolge
- B Grupa 2009
- Bulgarischer Fußball-Pokal 2010, 2013
- Bester bulgarischer Verteidiger 2009